# Медіум (опера)
«Медіум» (англ. The Medium) — коротка опера Джанкарло Менотті на власне лібрето (оригінальна мова — англійська) у двох діях. Вперше поставлена 8 травня 1946 року в Колумбійському університеті. На професійній сцені вперше прозвучала в Нью-Йорку 18–20 лютого 1947 року.
У 1951 році Менотті разом з режисером Олександром А. Хамід створили екранізацію цієї опери, в головній ролі виступила Анна Марія Альбергетті. Іншу екранізацію було створено в 1960 році Австралійським телебаченням.
В Україні опера вперше прозвучала на фестивалі в театрі Дивний замок у травні 2016 року.

## Ролі
| Роль               | голос        | Прем'єра 18 лютого, 1947 (Диригент: Яша Зайде) | Українська прем'єра 28 березня 2016 |
| ------------------ | ------------ | ---------------------------------------------- | ----------------------------------- |
| Моніка             | сопрано      | Евелін Келлер                                  | Дар’я Миколенко                     |
| Тобі               | (німа роль)  | Лео Коулман                                    | Сергій Дерун                        |
| Мадам Флора (Баба) | контральто   | Марі Паверс                                    | Ананстасія Поліщук                  |
| Місіс Ґобіно       | сопрано      | Беверлі Дейм                                   | Інна Калугіна                       |
| Містер Ґобіно      | баритон      | Франк Роджер                                   | Роман Перевертун                    |
| Місіс Нолан        | мецо-сопрано | Вірджіня Білер                                 | Олена Скіцько                       |
| Голос за сценою    | сопрано      | Беверлі Дейм                                   |                                     |

## Лібрето

### Акт 1
Дія відбувається в кімнаті мадам Флори, що захоплюється спіритизмом (власне вона - спіритичний медіум, відома на прізвисько Баба). Її донька Моніка і німий слуга Тобі грають в переодягання, коли раптом мадам Флора повертається додому п'яна, і сварить дітей за те, що ті не готуються до нічного сеансу. Скоро прибудуть гості, Містер і місіс Гобіно, і вдова місіс Нолан, яка відвідуватиме сеанс вперше. Починається сеанс, мадам Флора стогне у своєму кріслі, тоді як Моніка, ховаючись за ширмою, зображає тінь дівчини і починає співати "Мамо, мамо, чи ти тут?" Місіс Нолан сприймає її тінь за духа своєї померлої 16-річної доньки, починає ставити різні прості питання, але щойно вона починає питати про золотий медальйон (про який Моніка впевнено нічого не може сказати), сеанс припиняється.
Містер і місіс Гобіно тим часом "спілкуються" із своїми померлим дворічним сином Міккі, а Моніка вправно зображає сміх малюка, який заспокоює серце батьків. Раптом Баба починає волати, що невидима рука стискає її горло, і проганяє своїх клієнтів. Коли гості підуть, вона зрештою, звинуватить Тобі в тому, що це він намагався її придушити, хоча той був в іншій кімнаті весь цей час. У спробі заспокоїти Бабу в п'яної люті, Моніка співає їй Колискову "Чорний лебідь", їй акомпанує Тобі, граючи на тамбурині. Нарешті Баба заспокоїться і проспіває молитву Ave Maria.

### Дія 2
Тобі і Моніка знову граються. Їх взаємна любов стає більш очевидною. Коли Баба приходить додому, вона знову звинувачує Тобі, впевнена, що він знає, що сталося тієї ночі. Гості знову приїдуть на сеанс. Цього разу мадам Флора не має бажання проводити сеанс, вона розкриває гостям, що насправді сеанс був лише послідовністю трюків, і навіть просить Моніку продемонструвати, як вона озвучувала голоси померлих. Але гості настільки переконані у правдивості спіритичних сеансів, що не вірять їй. Врешті Баба проганяє гостей, а разом з ними проганяє і Тобі, незважаючи на благання Моніки.
Всі розбіглися, Баба зачиняє Моніку в кімнаті, а сама напивається і їй знову ввижаються жахи. Вона довго не може заспокоїтися. Тим часом Тобі пробирається в кімнату і намагається потрапити в кімнату Моніки, але вона замкнена на ключ, і тоді він йде по свій бубон. Під час пошуків, він збиває кришку багажника вниз і прокидається Баба. Тобі швидко ховається за ляльковою ширмою. Баба дістає револьвер з шухляди в столі, вона істерично кричить "Хто це? Відповідайте, або я буду стріляти!" і стріляє кілька разів у завісу. Коли закривавлене тіло Тобі падає, Баба кричить: "Я вбила примару! Я вбила примару!" Моніка, почувши постріли, виходить, бачить бездиханне тіло Тобі і біжить за допомогою. І лише в кінці Баба впізнає Тобі і питає хрипким шепотом  "Це був ти?"

## Постановки в Україні

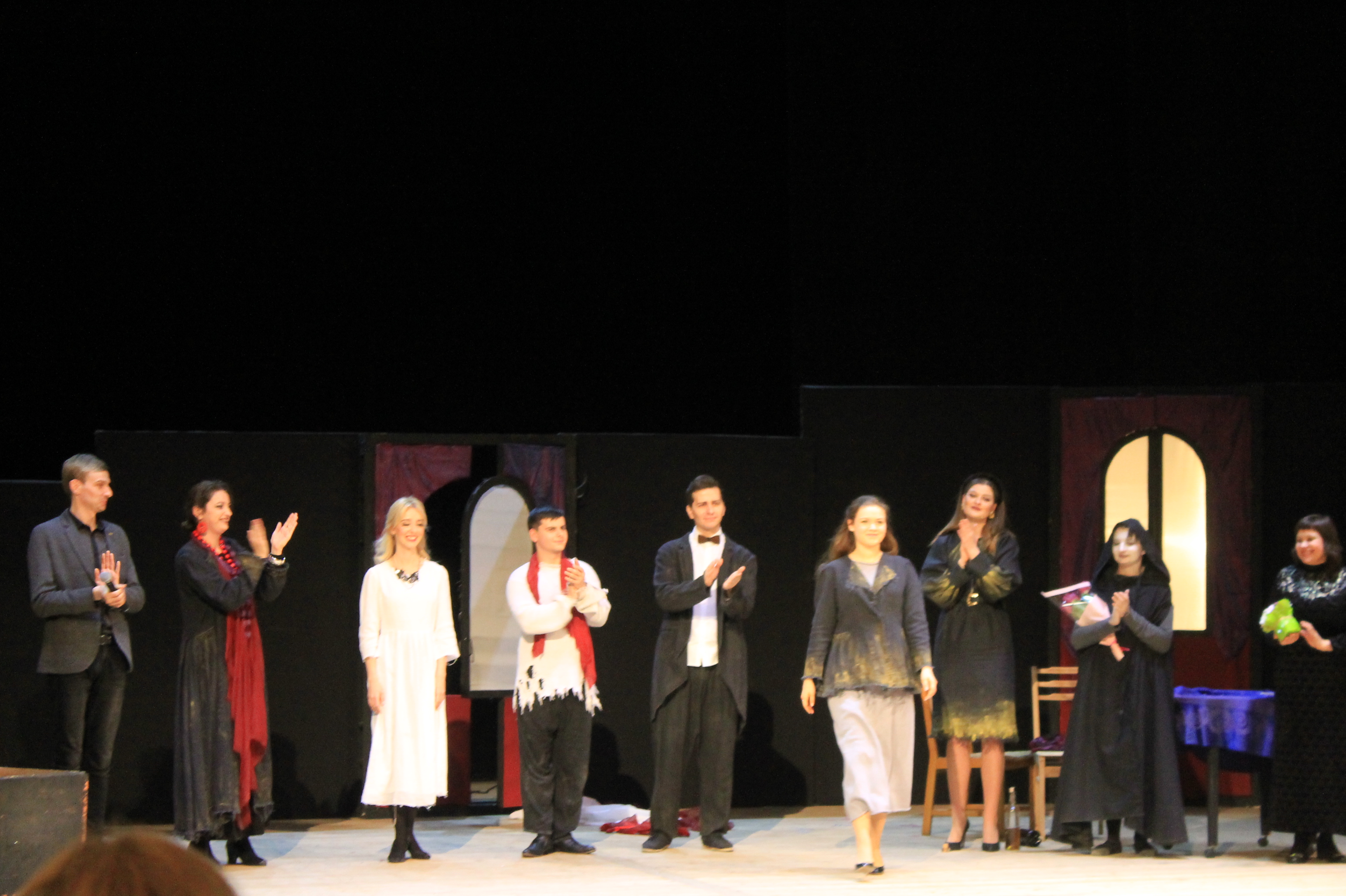
«Медіум» на сцені Оперної студії НМАУ, 2020

- В Україні опера була поставлена в театрі Дивний замок 16 червня 2016 року (під фортепіано)[3]. Тоді ж оперу було показано в оперній студії при НМАУ, 28 березня 2017 — у Центрі ім. Івана Козловського, а в квітні — на фестивалі українського театру «схід-захід» в Кракові[4], де виграли дві номінації: найкращий сценічний дебют в Польщі і найкращий акторський склад[5]). Постановку здійснив режисер Олександр Співаковський, він же переклав лібрето українською мовою. Головні ролі виконували Анастасія Поліщук (Баба), Дар'я Миколенко (Моніка), Сергій Дерун (Тобі), Роман Лещов (м-р Гобінью), Інна Калугіна та Віолета Самонь (міс Гобінью), Олеся Мороз та Марія Антоневська (м-м Нолан), Тетяна Воронова та Олександра Шевельова (дух-фатум)[6].

|  | Опера «Медіум» – це містична трагедія, в якій ясно простежуються прийнятні зв’язки з веристською традицією. Вистава розповідає про те, що маніпуляції людьми в «театрі спіритизму» привели Бабу до психологічного капкану між світом реальним та потойбічним, що закінчилося вбивством Тобі та її божевіллям в США у повоєнний час. |

- 23 жовтня 2020 року відбулася прем’єра опери в Схід ОПЕРА (Харків). Автор перекладу українською мовою Наталка Маринчак.  Автори еквіритмічної адаптації лібрето Наталка Маринчак, Сергій Горкуша, Карина Климентовська, Анастасія Врублевська.  Режисер-постановник: Карина Климентовська. Диригент-постановник: Анастасія Врублевська.  Балетмейстер-постановник: Ганна Винограденко. Сценографія: Тетяна Овсійчук.  Художник по костюмах: Софія Авдєєва.  Світлорежиссура: Карина Климентовська.  Художник з медіа-арту/3D проєкція: Діана Ходячих.  Продюсер: Вікторія Глуховецька. Постановка опери відбулася в рамках Першої української музично-театральної Резиденції, створеної за фінансової підтримки Українського Культурного Фонду для співтворчості незалежних українських митців на базі Харківської Національної Опери Схід ОПЕРА [Архівовано 24 червня 2021 у Wayback Machine.].

## Відомі арії
- «Monica's Waltz» (Моніка)
- «The Black Swan» (Моніка)
- «Afraid, am I afraid?» (Баба)